# Кипар на Светском првенству у атлетици на отвореном 2013.
Кипар је учествовао на Светском првенству у атлетици на отвореном 2013. одржаном у Москви од 10. до 18. августа тринаести пут. Није учествовао 2001. и 2011. године. Репрезентацију Кипра представљало је двоје атлетичара који су се такмичили у две дисциплине..
На овом првенству Кипар није освојио ниједну медаљу нити је остварио неки рекорд.

## Учесници
| Мушкарци: - Апостолос Парелис — Бацање диска | Жене: - Елени Артимата — 200 м |  |

## Резултати

### Мушкарци
| Атлетичар         | Дисциплина   | Лични рекорд | Квалификације | Квалификације | Полуфинале | Полуфинале | Финале               | Финале | Детаљи |
| Атлетичар         | Дисциплина   | Лични рекорд | Резултат      | Место         | Резултат   | Место      | Резултат             | Место  | Детаљи |
| ----------------- | ------------ | ------------ | ------------- | ------------- | ---------- | ---------- | -------------------- | ------ | ------ |
| Апостолос Парелис | Бацање диска | 65,36 НР     | 59,84         | 9. у гр А     |            |            | Није се квалификовао | 73/ 75 |        |

### Жене
| Атлетичарка    | Дисциплина | Лични рекорд        | Квалификација | Квалификација | Полуфинале            | Полуфинале            | Финале                | Финале      | Детаљи |
| Атлетичарка    | Дисциплина | Лични рекорд        | Резултат      | Место         | Резултат              | Место                 | Резултат              | Место       | Детаљи |
| -------------- | ---------- | ------------------- | ------------- | ------------- | --------------------- | --------------------- | --------------------- | ----------- | ------ |
| Елени Артимата | 200 м      | 22,61 (+0,1 м/с) НР | 24,07         | 6. у гр 5     | Није се квалификовала | Није се квалификовала | Није се квалификовала | 42/ 48 (50) |        |